# Tullio Pironti
Tullio Pironti (Napoli, 10 giugno 1937 – Napoli, 15 settembre 2021) è stato un editore e pugile italiano.

## Biografia
Iniziò l'attività editoriale nel 1972 con il libro-reportage La lunga notte dei Fedayn scritto dal giornalista Domenico Carratelli all'indomani della strage di atleti israeliani da parte di sequestratori palestinesi durante i Giochi olimpici di Monaco di Baviera.
I suoi avi iniziarono l'attività libraria dopo la persecuzione subìta nel regno borbonico da Michele Pironti (1814-1885), magistrato, imprigionato insieme a Luigi Settembrini, Carlo Poerio e altri patrioti, che fu poi ministro della Giustizia dopo l'Unità d'Italia.
Tullio Pironti proseguì l'attività del padre e del nonno; da editore fece conoscere in Italia autori stranieri divenuti poi famosi come Don DeLillo, Bret Easton Ellis (con "Meno di zero" ebbe un grande successo di vendite, soffiandolo in un'asta alla Mondadori), Raymond Carver, il Premio Nobel egiziano Nagib Mahfuz. Particolare eco riscuotono tuttora i libri-reportage di David Yallop, John Cornwell, Philipp Willan, Leopold Ledl, Richard Hammer, sulle clamorose vicende finanziarie del Vaticano e sulla morte di Papa Luciani.
Fra gli autori italiani l'editore Pironti annovera Giuseppe Marrazzo, dal cui libro Il camorrista sul bandito Raffaele Cutolo (e relative complicità) venne tratto un film di successo; le memorie del magistrato Carlo Alemi, integerrimo giudice istruttore che indagò sul caso Cirillo e i rapporti tra Stato e camorra ("Il caso Cirillo. La trattativa Stato-BR-Camorra"), più di recente Fernanda Pivano con Dopo Hemingway, serie di saggi sulla letteratura nordamericana degli anni ruggenti per l'impegno pacifista e libertario, accompagnata dalla biografia - anche per immagini - della famosa scrittrice e traduttrice.
Il giornalista Carratelli ha curato l'autobiografia di Tullio Pironti, Libri e cazzotti nella quale egli narrò il percorso da scugnizzo nato nel cuore antico di Napoli (via Tribunali) a pugile (50 incontri, convocato nella Nazionale italiana Pugilato, pesi Welter) e infine librario ed editore.
È morto il 15 settembre 2021 all'età di 84 anni per un infarto.